# Burzyński
Burzyński (forma żeńska: Burzyńska; liczba mnoga: Burzyńscy) – polskie nazwisko. Pod koniec XX wieku w Polsce nosiło je 9583 osób.
Mężczyźni o tym nazwisku:
- Adam Burzyński (ur. 3 czerwca 1969) – polski gitarzysta. Współtworzył zespoły Kazik na Żywo, Kobranocka
- Adam Prosper Burzyński (ur. 1755, zm. 9 września 1830) – biskup sandomierski, misjonarz
- Ignacy Burzyński – poseł brasławski na sejm 1786 roku
- Jakub Burzyński – dyrygent, śpiewak i teoretyk muzyki
- Jan Burzyński, powstaniec kościuszkowski
- Jan Burzyński (1837-1932), powstaniec styczniowy
- Leszek Burzyński – wojewoda leszczyński (1997–1998), wiceminister spraw wewnętrznych i administracji (1999–2000)
- Mieczysław Burzyński (zm. 1 marca 1924) – poseł na Sejm Krajowy Galicji X kadencji
- Piotr Burzyński (ur. 14 października 1819, zm. 19 kwietnia 1879) – prawnik polski, profesor Uniwersytetu Jagiellońskiego
- Roman Burzyński (ur. 1907, zm. 1988) – artysta fotografik
- Stanisław Antoni Burzyński (ur. 1701, zm. 1775) – kasztelan brzeskolitewski i smoleński, jezuita
- Stanisław Rajmund Burzyński (ur. 1943) – biochemik i lekarz
- Stanisław Ryszard Burzyński (ur. 19 października 1948, zm. 5 listopada 1991) – polski piłkarz, bramkarz reprezentacji Polski
- Stanisław Burzyński (ur. 13 listopada 1892, zm. 1937) – polski działacz polityczny, członek Biura Politycznego KC Komunistycznej Partii Polski
- Tadeusz Burzyński (ur. ok. 1730, zm. 1773) – polski senator i dyplomata czasów stanisławowskich, kasztelan smoleński
- Tadeusz Burzyński (ur. 8 października 1914, zm. 1 sierpnia 1944) – polski duchowny poległy w powstaniu warszawskim
- Tomasz Burzyński (ur. 6 grudnia 1834, zm. 24 maja 1904) – powstaniec styczniowy, zesłaniec syberyjski
- Włodzimierz Burzyński (ur. 29 kwietnia 1900, zm. 17 lipca 1970) – polski inżynier teoretyk budownictwa, profesor Politechniki Lwowskiej oraz Śląskiej
- Zbigniew Burzyński (ur. 31 marca 1902, zm. 30 grudnia 1971) – kapitan Wojska Polskiego, pilot i konstruktor balonów
- Zbigniew Paweł Burzyński (ur. 1 lutego 1952, zm. 19 maja 2025) – polski działacz samorządowy, były prezydent Kutna

Kobiety o tym nazwisku:
- Agnieszka Burzyńska (ur. 1976) – polska dziennikarka
- Anna Róża Burzyńska (ur. 1979) – dr nauk humanistycznych, wykładowca Uniwersytetu Jagiellońskiego, krytyk teatralny.
- Katarzyna Burzyńska-Sychowicz (ur. 4 listopada 1983) – polska prezenterka telewizyjna (MTV Polska)
- Łucja Burzyńska (ur. 12 października 1924) – polska aktorka
- Joanna Burzyńska (ur. 26 lipca 1968) – żeglarka (deska), olimpijka z Barcelony w 1992
- Melania Burzyńska (ur. 1 sierpnia 1917, zm. 29 września 2003) – polska poetka i pisarka